# افوریه
شهر افوریه (به رومانیایی: Eforie) در شهرستان کونستانس در کشور رومانی واقع شده‌است. جمعیت این شهر ۹٬۲۹۴ نفر  است.

## نگارخانه

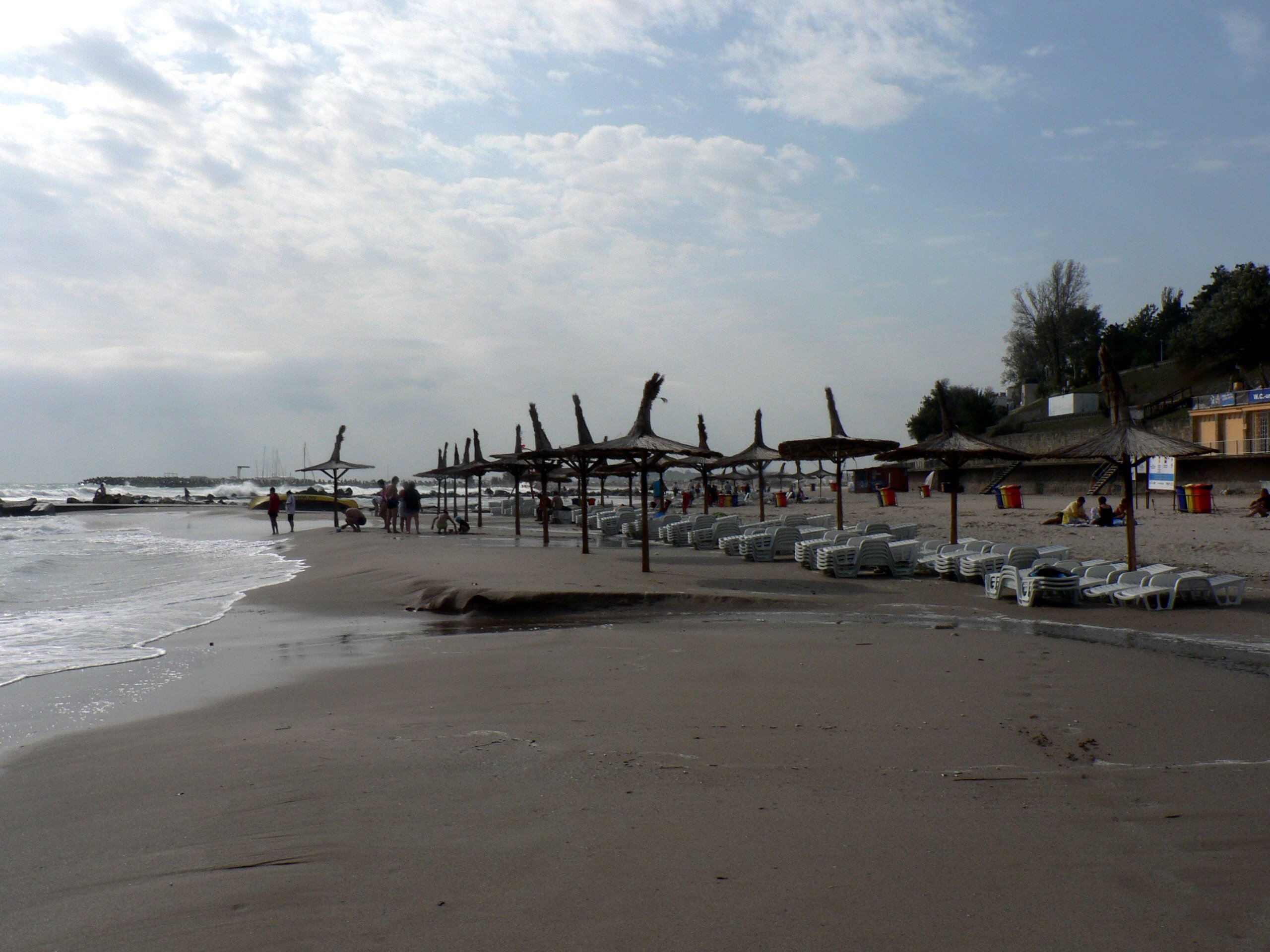
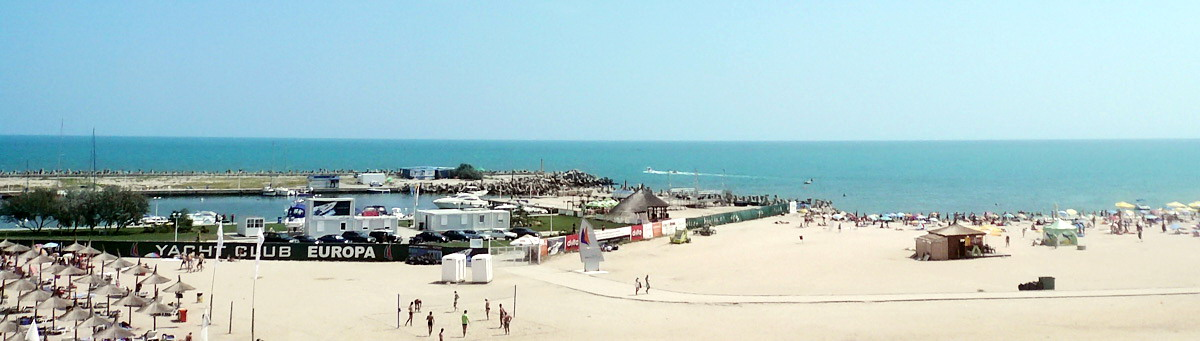